# 湖北省审计厅
湖北省审计厅是中华人民共和国湖北省人民政府主管审计工作的组成部门。

## 历史沿革
1949年中华人民共和国成立后，中央及地方各级政府机关中未设置独立的审计机构。
按照1982年《地方组织法》建立审计机关和审计制度的有关规定，湖北省审计局于1983年10月成立，曹金禄任局长，下设办公室、政治处、财政金融审计处、行政事业审计处、工业交通审计处、商业审计处、农林水审计处。

## 主要职责
1. 制定本省审计工作的政策和规划，确定审计工作重点。
2. 负责本级审计机关审计范围的审计事项。
3. 对市县审计机关审计工作进行领导。
4. 对全省内部审计工作进行指导、监督。
5. 对全省社会审计组织的审计质量进行监督。
6. 完成审计署和省政府交办的其他事项。

## 机构设置
根据2018年《中共中央办公厅、国务院办公厅关于印发〈湖北省人民政府机构改革方案〉的通知》和《中共湖北省委、湖北省人民政府关于印发〈湖北省人民政府机构改革实施意见〉的通知》，湖北省审计厅设有以下机构：
内设机构
- 办公室
- 人事处
- 综合处
- 法规审理处
- 电子数据审计处
- 财政审计处
- 金融审计处
- 行政事业审计处
- 经贸审计处
- 农业农村审计处
- 社会保障审计处
- 固定资产投资审计处
- 自然资源和生态环境审计处
- 经济责任审计一处
- 经济责任审计二处
- 经济责任审计三处
- 经济责任审计四处
- 外资运用审计处
- 机关党委
- 离退休干部处

派出机构
- 派出综合审计一处
- 派出综合审计二处
- 派出宣传统战审计处
- 派出政法和经济执法审计处
- 派出发展投资审计处
- 派出教科文卫审计处
- 派出农业农村审计处
- 派出资源环境审计处
- 派出民政社保审计处
- 派出金融审计处
- 派出高校审计一处
- 派出高校审计二处
- 派出企业审计一处
- 派出企业审计二处
- 派出内部审计指导监督处

直属事业单位
- 湖北省审计厅机关后勤服务中心
- 湖北省审计厅计算机审计中心
- 湖北省企事业单位内部审计指导中心
- 湖北省审计科研所
- 湖北省审计干部培训中心

## 历任领导
历任厅长
| 姓名   | 任期                 | 注释  |
| ------ | -------------------- | ----- |
| 高林   | ？－2008年2月        |       |
| 张永祥 | 2008年2月－2017年5月 |       |
| 周德刚 | 2017年5月－2022年5月 | [ 2 ] |
| 陈明   | 2022年5月－          | [ 3 ] |